# Gergely Csiky

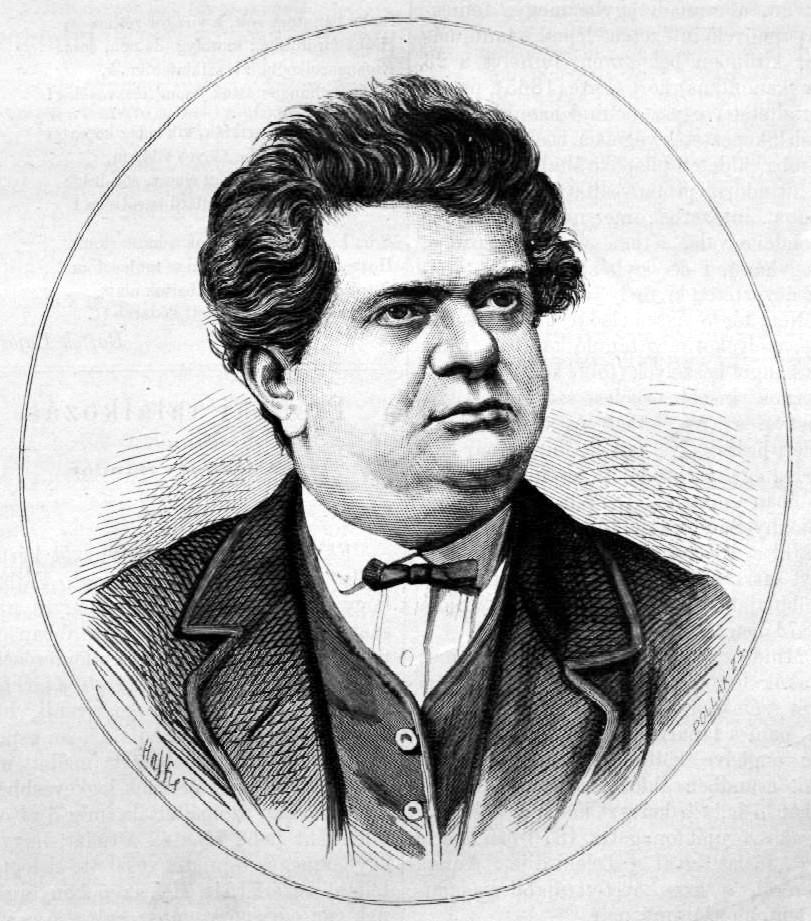
Gergely Csiky.

Gergely Csiky, född 8 december 1842, död 19 november 1891, var en ungersk dramatiker.
Csiky var lärare vid teologiska seminariet 1870-78 i Timișoara, och tillhörde efter 1881 evangeliska kyrkan. År 1875 vann han pris av ungerska akademin för lustspelet A jóslat ("Oraklet"). Hans sededrama A proletárok ("Proletärerna") som uppfördes 1879-80 blev inledningen på en rad moderna dramer i samma stil från Csiky. Bland dessa märks lustspelen Herr Mukányi, Nagymama, tragedierna Jánus och Spartacus, samt enaktaren Anna. Hans samlade skådespel utgavs i 18 band 1882-1894. Csisky översatte även Sofokles och Plautus till ungerska.